# جيمس مارشال فيريس
جيمس مارشال فيريس هو سياسي كندي، ولد في 1828 في مقاطعة فيرماناغ في المملكة المتحدة، وتوفي في 2 مارس 1893 في كندا. حزبياً، نشط في الحزب الليبرالي في أونتاريو ‏. وقد انتخب عضو برلمان مقاطعة أونتاريو.